# Антіколі-Коррадо
Антіколі-Коррадо (італ. Anticoli Corrado) — муніципалітет в Італії, у регіоні Лаціо,  метрополійне місто Рим-Столиця.
Антіколі-Коррадо розташоване на відстані близько 45 км на схід від Рима.
Населення — 923 особи (2014).
Щорічний фестиваль відбувається 23 грудня. Покровителька — свята Вікторія.

## Демографія
Населення за роками:

Станом на 1 січня 2023 року в муніципалітеті офіційно проживали 72 іноземці з 15 країн, серед них 38 громадян країн Євросоюзу та 3 громадяни України.

## Сусідні муніципалітети
- Мандела
- Марано-Екуо
- Рокка-Кантерано
- Ров'яно
- Сарачинеско